# Cyclophora nubicolor
Cyclophora nubicolor är en fjärilsart som beskrevs av Thierry-mieg 1892. Cyclophora nubicolor ingår i släktet Cyclophora och familjen mätare. Inga underarter finns listade i Catalogue of Life.